# Liste des conseillers départementaux de la Marne
Le Conseil départemental de la Marne comprend 46 conseillers départementaux issus des 23 cantons de Marne. 

## Conseil départemental (2015-...)

### Groupes
Le Conseil départemental de la Marne est présidé par Christian Bruyen (App LR). 
| Parti                                  | Sigle | Sigle | Élus | Groupes                |
| -------------------------------------- | ----- | ----- | ---- | ---------------------- |
| Majorité (34 sièges)                   |       |       |      |                        |
| Les Républicains                       |       | LR    | 23   | Ensemble pour la Marne |
| Union des démocrates et indépendants   |       | UDI   | 9    | Ensemble pour la Marne |
| Divers droite                          |       | DVD   | 2    | Ensemble pour la Marne |
| Opposition (10 sièges)                 |       |       |      |                        |
| Parti socialiste                       |       | PS    | 7    | La Marne demain        |
| Europe Écologie Les Verts              |       | EÉLV  | 1    | La Marne demain        |
| Gauche républicaine et socialiste      |       | GRS   | 1    | La Marne demain        |
| Sans étiquette                         |       | SE    | 1    | La Marne demain        |
| Opposition d'extrême-droite (2 sièges) |       |       |      |                        |
| Rassemblement national                 |       | RN    | 2    | Non-inscrits           |
| Président du Conseil départemental     |       |       |      |                        |
| Christian Bruyen (App LR)              |       |       |      |                        |

### Liste des conseillers départementaux
| Canton                                | 2015-2021                | Parti | Parti  | 2021-2027               | Parti  | Parti |
| ------------------------------------- | ------------------------ | ----- | ------ | ----------------------- | ------ | ----- |
| Argonne Suippe et Vesle               | Thierry Bussy            |       | LR     | Thierry Bussy           | LR     |       |
| Argonne Suippe et Vesle               | Valérie Morand           |       | LR     | Valérie Morand          | LR     |       |
| Bourgogne-Fresne                      | Monique Dorgueille       |       | DVD-LR | Monique Dorgueille      | DVD-LR |       |
| Bourgogne-Fresne                      | Éric Kariger             |       | LR     | Éric Kariger            | LR     |       |
| Châlons-en-Champagne-1                | Dominique Determ         |       | EÉLV   | Khira Taam              |        |       |
| Châlons-en-Champagne-1                | Rudy Namur               |       | PS     | Rudy Namur              |        |       |
| Châlons-en-Champagne-2                | Jean-Louis Devaux        |       | LR     | Jean-Louis Devaux       | LR     |       |
| Châlons-en-Champagne-2                | Sabine Galicher          |       | LR     | Sabine Galicher         | LR     |       |
| Canton de Châlons-en-Champagne-3      | Julien Valentin          |       | LR     | Julien Valentin         | LR     |       |
| Canton de Châlons-en-Champagne-3      | Frédérique Schulthess    |       | UDI    | Frédérique Schulthess   |        |       |
| Dormans-Paysages de Champagne         | Christian Bruyen         |       | app LR | Christian Bruyen        | LR     |       |
| Dormans-Paysages de Champagne         | Françoise Férat          |       | UDI    | Maryline Vuiblet        |        |       |
| Épernay-1                             | Marie-Christine Bression |       | PS     | Véronique Rondelli-Luc  |        |       |
| Épernay-1                             | Dominique Leveque        |       | PS     | Johnatan Rodrigues      |        |       |
| Épernay-2                             | Benoît Moittié           |       | LR     | Benoît Moittié          | LR     |       |
| Épernay-2                             | Sophie Signolle-Gonet    |       | LR     | Martine Boutillat       | LR     |       |
| Fismes-Montagne de Reims              | Cécile Conreau           |       | LR     | Cécile Conreau          | LR     |       |
| Fismes-Montagne de Reims              | Philippe Salmon          |       | LR     | Philippe Salmon         | LR     |       |
| Mourmelon-Vesle et Monts de Champagne | Sylvie Gérard-Maizières  |       | LR     | Sylvie Gérard-Maizières | LR     |       |
| Mourmelon-Vesle et Monts de Champagne | Alphonse Schwein         |       | LR     | Alphonse Schwein        | LR     |       |
| Reims-1                               | Stéphane Lang            |       | LR     | Stéphane Lang           | LR     |       |
| Reims-1                               | Stéfana Vuibert          |       | LR     | Fanny Levy              | LR     |       |
| Reims-2                               | Hadhoum Belaredj-Tunc    |       | GRS    | Christine Franzin       |        |       |
| Reims-2                               | Christian Bondza         |       | PS     | Claude Gachet           |        |       |
| Reims-3                               | Zara Pince               |       | PS     | Kim Duntze              |        |       |
| Reims-3                               | Albain Tchignoumba       |       | PS     | Charles Germain         |        |       |
| Reims-4                               | Kim Duntze               |       | LR     | Juliette Sygut          | LR     |       |
| Reims-4                               | Jean-Pierre Fortuné      |       | LR     | Jean-Pierre Fortuné     | LR     |       |
| Reims-5                               | Raphaël Blanchard        |       | LR     | Raphaël Blanchard       | LR     |       |
| Reims-5                               | Amélie Savart            |       | UDI    | Marie-Thérèse Simonet   | LR     |       |
| Reims-6                               | Mario Rossi              |       | UDI    | Mario Rossi             | UDI    |       |
| Reims-6                               | Marie Depaquy            |       | UDI    | Marie Dépaquy           | UDI    |       |
| Reims-7                               | Laure Miller             |       | LR     | Laure Miller            | LR     |       |
| Reims-7                               | Vincent Verstraete       |       | UDI    | Vincent Verstraete      | UDI    |       |
| Reims-8                               | Marie-Noëlle Gabet       |       | SE     | Marie-Noëlle Gabet      | SE     |       |
| Reims-8                               | Jean Marx                |       | PS     | Jean Marx               | PS     |       |
| Reims-9                               | Marie-Thérèse Picot      |       | LR     | Marie-Thérèse Picot     | LR     |       |
| Reims-9                               | Jean-Marc Roze           |       | LR     | Jean-Marc Roze          | LR     |       |
| Sermaize-les-Bains                    | Charles de Courson       |       | UDI    | Charles de Courson      | UDI    |       |
| Sermaize-les-Bains                    | Florence Loiselet        |       | DVD    | Florence Loiselet       | DVD    |       |
| Sézanne-Brie et Champagne             | Danielle Berat           |       | LR     | Danielle Berat          | LR     |       |
| Sézanne-Brie et Champagne             | René-Paul Savary         |       | LR     | Cyril Laurent           | LR     |       |
| Vertus-Plaine Champenoise             | Annie Coulon             |       | UDI    | Annie Coulon            | UDI    |       |
| Vertus-Plaine Champenoise             | Pascal Desautels         |       | UDI    | Pascal Desautels        | UDI    |       |
| Vitry-le-François-Champagne et Der    | Michel Beneton           |       | RN     | Brigitte Hanse          |        |       |
| Vitry-le-François-Champagne et Der    | Édith Erre               |       | RN     | Sébastien Mirgodin      |        |       |

## Conseil général (1800-2015)

### Composition du conseil général de laMarne(2011-2015) (44 sièges)
| Parti                                | Sigle | Élus |
| ------------------------------------ | ----- | ---- |
| Majorité (25 sièges)                 |       |      |
| Union pour un mouvement populaire    | UMP   | 14   |
| Divers droite                        | DVD   | 5    |
| Union des démocrates et indépendants | UDI   | 4    |
| Parti chrétien démocrate             | PCD   | 2    |
| Opposition (17 sièges)               |       |      |
| Parti Socialiste                     | PS    | 13   |
| Divers gauche                        | DVG   | 3    |
| Europe Écologie Les Verts            | EELV  | 1    |
| Non-inscrits (2 sièges)              |       |      |
| Sans étiquette                       | SE    | 2    |
| Président du Conseil Général         |       |      |
| Christian Bruyen (UMP)               |       |      |

### Liste des conseillers généraux de laMarne
Avant les élections départementales de 2015 dans la Marne et la transformation du conseil général en conseil départemental, la liste des conseillers généraux de la Marne était la suivante : 
| Canton                                                   | Circ | Conseiller général  | Parti | Série |
| -------------------------------------------------------- | ---- | ------------------- | ----- | ----- |
| Arrondissement de Châlons-en-Champagne                   |      |                     |       |       |
| canton de Châlons-en-Champagne-1                         | 4    | Jean-Louis Devaux   | UMP   | 2008  |
| canton de Châlons-en-Champagne-2                         | 4    | Rudy Namur          | PS    | 2011  |
| canton de Châlons-en-Champagne-3                         | 4    | Alain Biaux         | EELV  | 2008  |
| canton de Châlons-en-Champagne-4                         | 4    | Pierre Faynot       | PCD   | 2011  |
| canton d'Écury-sur-Coole                                 | 5    | Daniel Collard      | DVD   | 2011  |
| canton de Marson                                         | 4    | Hubert Arrouart     | UDI   | 2008  |
| canton de Suippes                                        | 3    | Agnès Person        | UMP   | 2011  |
| canton de Vertus                                         | 5    | Pascal Perrot       | UMP   | 2008  |
| Arrondissement d'Epernay                                 |      |                     |       |       |
| canton d'Anglure                                         | 5    | Daniel Grosbety     | PS    | 2008  |
| canton d'Avize                                           | 5    | Pascal Desautels    | UDI   | 2011  |
| canton d'Ay                                              | 6    | Dominique Lévêque   | PS    | 2008  |
| canton de Dormans                                        | 6    | Christian Bruyen    | DVD   | 2008  |
| canton d'Épernay-1                                       | 6    | Benoît Moittié      | UMP   | 2011  |
| canton d'Épernay-2                                       | 6    | Daniel Lemaire      | DVG   | 2011  |
| canton d'Esternay                                        | 6    | Patrice Valentin    | UMP   | 2008  |
| canton de Fère-Champenoise                               | 5    | Gérard Gorisse      | DVD   | 2011  |
| Canton de Montmirail                                     | 6    | Bernard Doucet      | UMP   | 2008  |
| canton de Montmort-Lucy                                  | 6    | Olivette Barré      | SE    | 2011  |
| canton de Sézanne                                        | 6    | René-Paul Savary    | UMP   | 2011  |
| Arrondissement de Reims                                  |      |                     |       |       |
| canton de Beine-Nauroy                                   | 3    | Alphonse Schwein    | PCD   | 2011  |
| canton de Bourgogne                                      | 3    | Eric Kariger        | DVD   | 2008  |
| canton de Châtillon-sur-Marne                            | 6    | Françoise Férat     | UDI   | 2011  |
| canton de Fismes                                         | 2    | Jean-Pierre Pinon   | PS    | 2008  |
| canton de Reims-1                                        | 1    | Jean-Pierre Fortune | UMP   | 2011  |
| canton de Reims-2                                        | 1    | Francis Falala      | DVD   | 2008  |
| canton de Reims-3                                        | 2    | Alexandre Tunc      | PS    | 2011  |
| canton de Reims-4                                        | 3    | Sabrina Ghallal     | PS    | 2008  |
| canton de Reims-5                                        | 1    | Éric Quénard        | PS    | 2008  |
| canton de Reims-6                                        | 1    | Arnaud Robinet      | UMP   | 2011  |
| canton de Reims-7                                        | 2    | Jean Marx           | PS    | 2008  |
| canton de Reims-8                                        | 3    | Alain Lescouet      | DVG   | 2011  |
| canton de Reims-9                                        | 2    | Virginie Coëz       | PS    | 2011  |
| canton de Reims-10                                       | 4    | Stéphane Rummel     | PS    | 2008  |
| canton de Verzy                                          | 2    | Alain Toullec       | UMP   | 2008  |
| canton de Ville-en-Tardenois                             | 2    | Michel Caquot       | UMP   | 2011  |
| Arrondissement de Sainte-Menehould                       |      |                     |       |       |
| canton de Givry-en-Argonne                               | 4    | Françoise Duchein   | UMP   | 2008  |
| canton de Sainte-Menehould                               | 4    | Olivier Aimont      | SE    | 2011  |
| canton de Ville-sur-Tourbe                               | 4    | Bernard Rocha       | UMP   | 2008  |
| Arrondissement de Vitry-le-François                      |      |                     |       |       |
| canton de Heiltz-le-Maurupt                              | 5    | Charles de Courson  | UDI   | 2008  |
| canton de Saint-Remy-en-Bouzemont -Saint-Genest-et-Isson | 5    | Jean-Pierre Bouquet | PS    | 2011  |
| canton de Sompuis                                        | 5    | Claude Paul         | UMP   | 2008  |
| canton de Thiéblemont-Farémont                           | 5    | Bruno Botella       | DVG   | 2011  |
| canton de Vitry-le-François-Est                          | 5    | Marianne Doremus    | PS    | 2008  |
| canton de Vitry-le-François-Ouest                        | 5    | Thierry Mouton      | PS    | 2011  |

## Anciens conseillers généraux
- Premier Empire : Ambroise-Polycarpe de La Rochefoucauld
- Félix Antoine Appert ;
- Charles Arnould ;
- Édouard de Barthélemy ;
- Jean-Marie Beaupuy ;
- Jean Bertrand ;
- Louis Bertrand-Lemaire ;
- Alfred Boissonnet ;
- Jean-Baptiste-Louis Froc de la Boulaye pendant 37 années :
- Bruno Bourg-Broc ;
- René Bride ;
- Pierre Caurier ;
- Georges Colin;
- Jean Collery ;
- Aymard de Courson ;
- Louis Émile Dérodé ;
- Édouard-Auguste Desrousseaux ;
- Yves Détraigne ;
- Raymond Férin ;
- Jean-Claude Fontalirand ;
- Jacques Goërg ;
- Duc Jean de La Rochefoucauld ;
- Claude Lamblin ;
- Louis Napoléon Lannes ;
- Gustave Laurent ;
- Désiré Médéric Le Blond ;
- Jean Louis Théodore Mennesson-Tonnelier ;
- Philogène de Montfort ;
- Robert Morillon ;
- Victor Nitot, Maire d'Ay ;
- Henri Patizel ;
- Léonard Plumet-Folliart ;
- Nicolas Ponsardin ;
- Jean Reyssier ;
- Irénée Ruinart de Brimont ;
- Auguste de Talhouët-Roy ;
- Léon Vernouillet ;
- Édouard Werlé ;